# Munster stridsvagnsmuseum
Munster stridsvagnsmuseum,  Deutsches Panzermuseum Munster, är ett stridsvagnsmuseum i Munster, Niedersachsen, Tyskland

## Bildgalleri

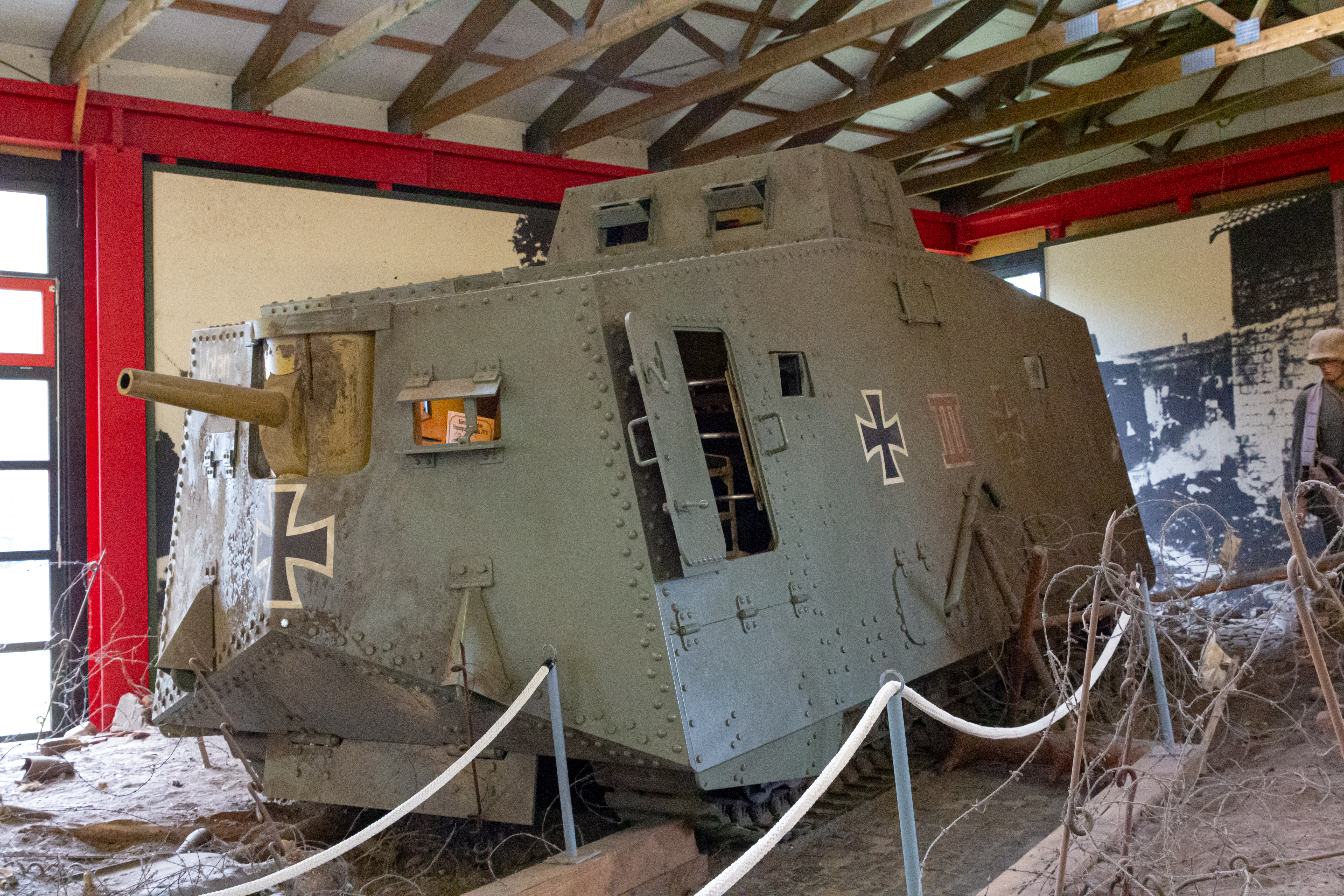
Tysk A7V Wotan.
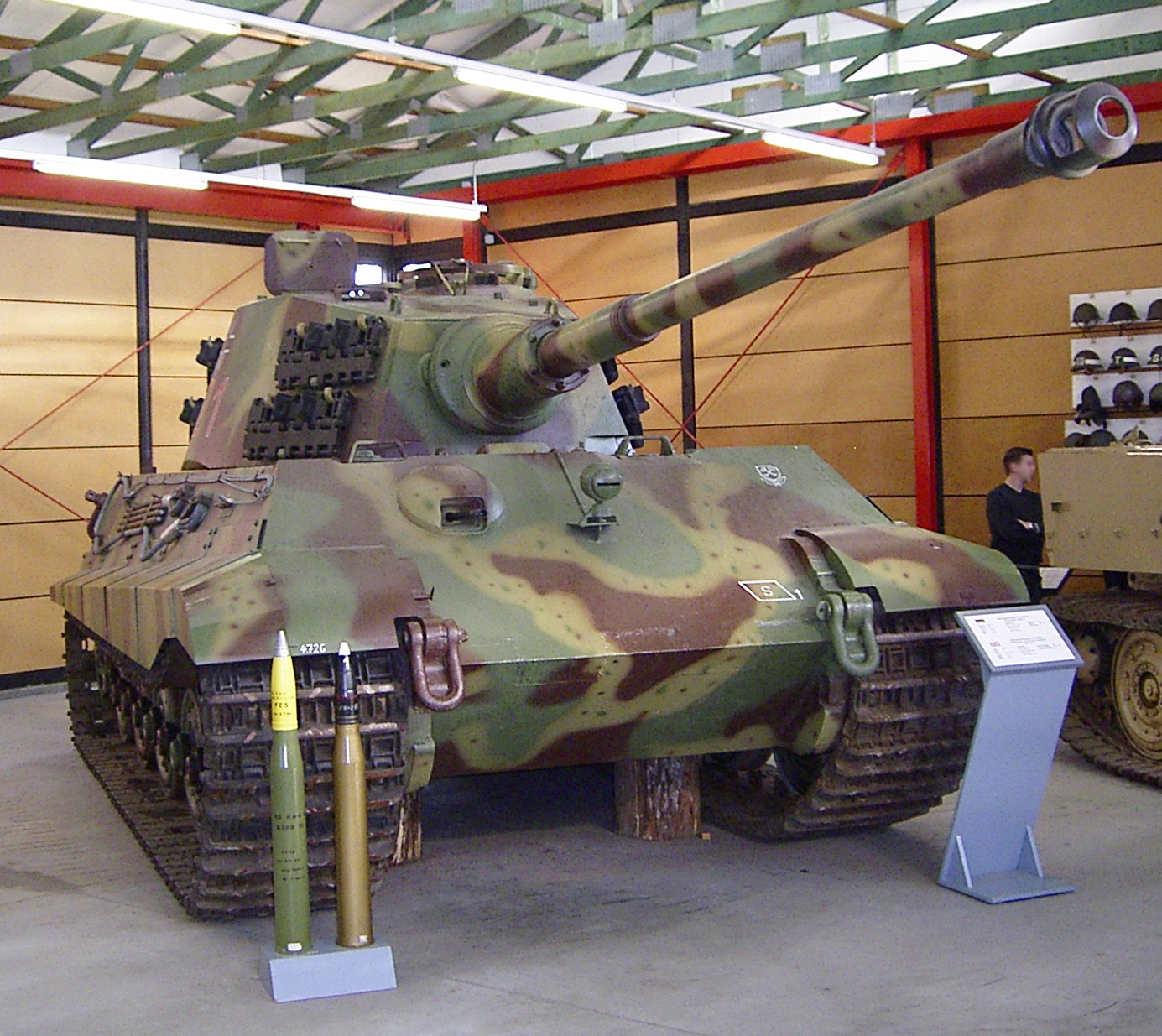
Tysk Tiger II.
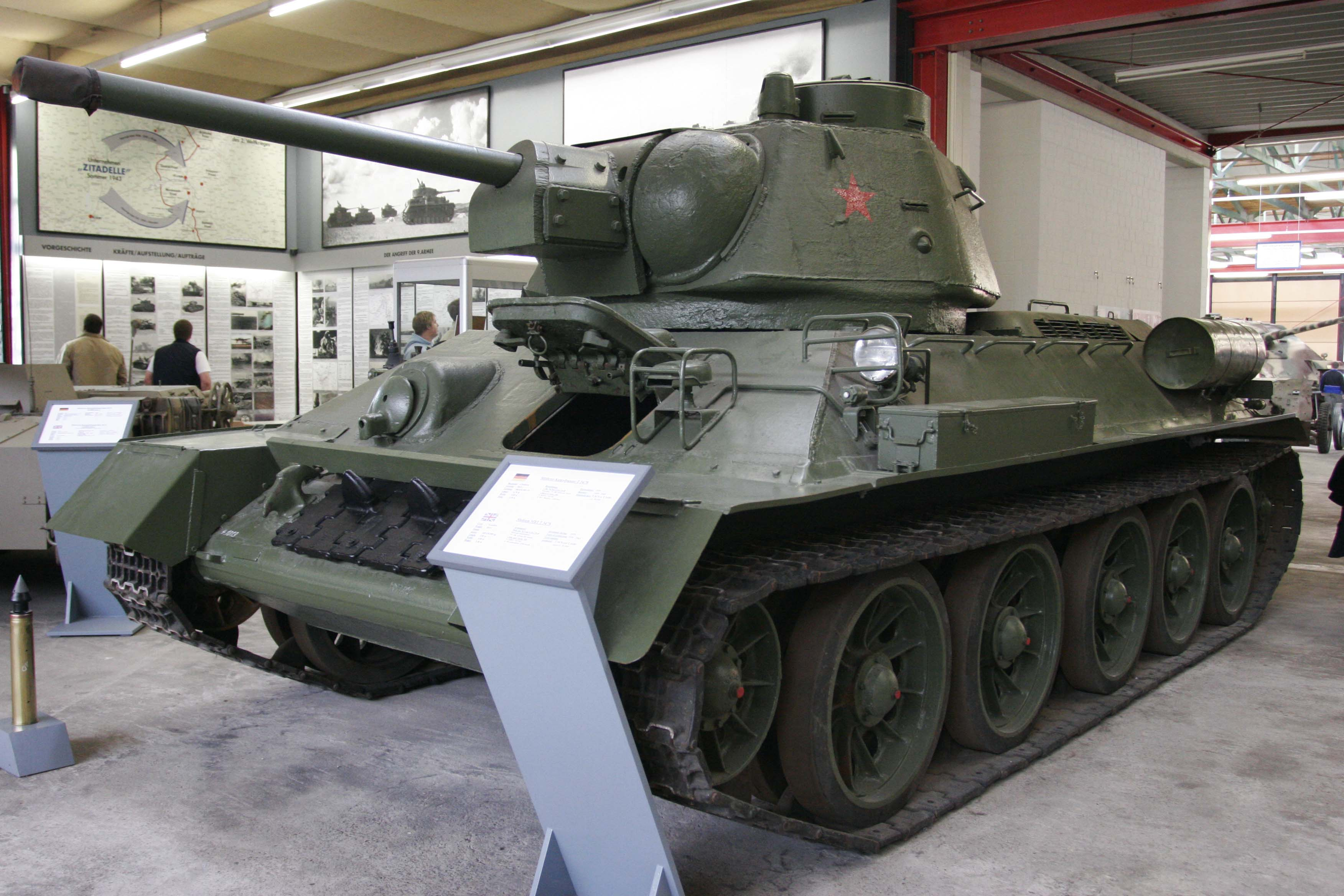
Sovjetisk T-34.
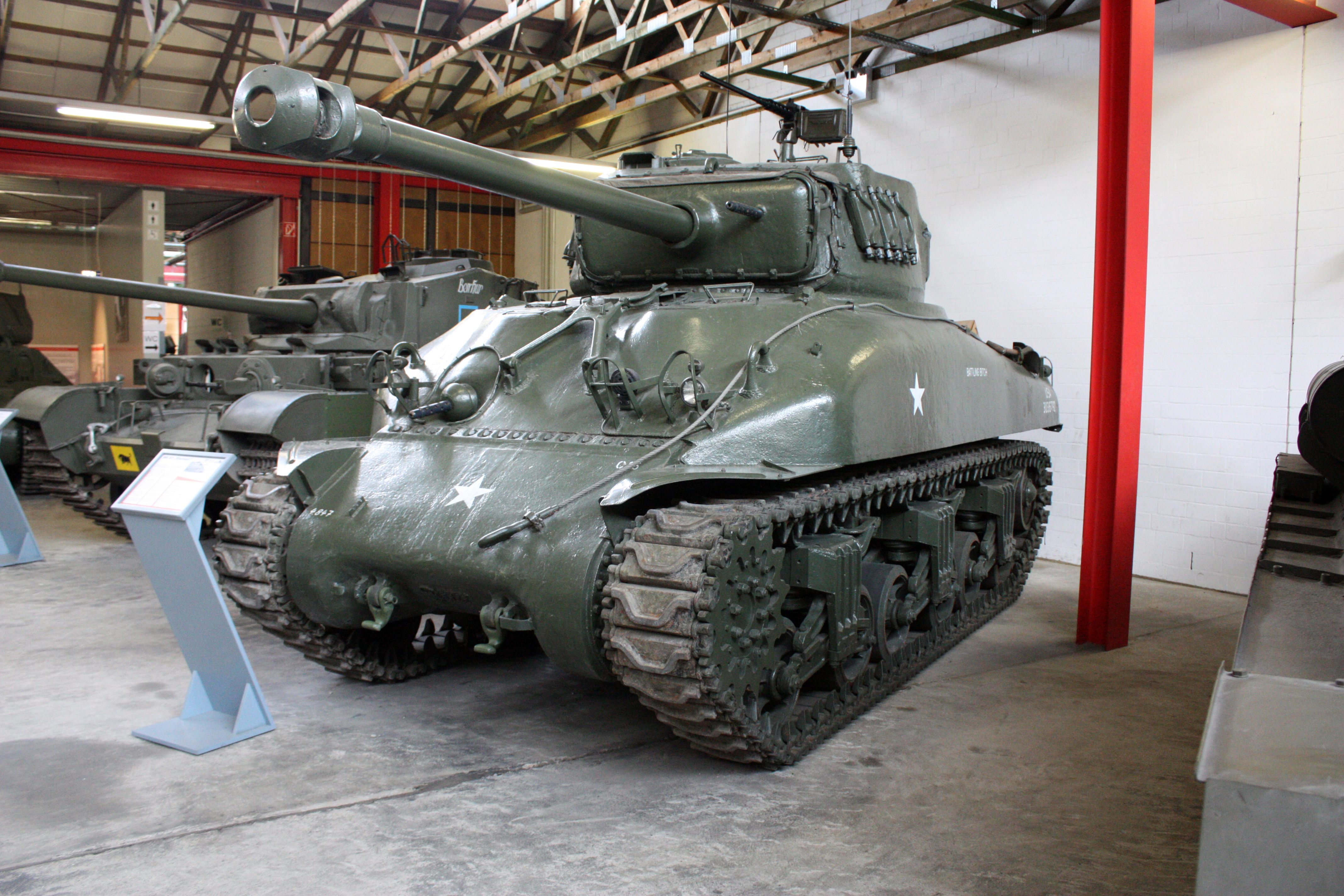
Amerikansk M4 Sherman.
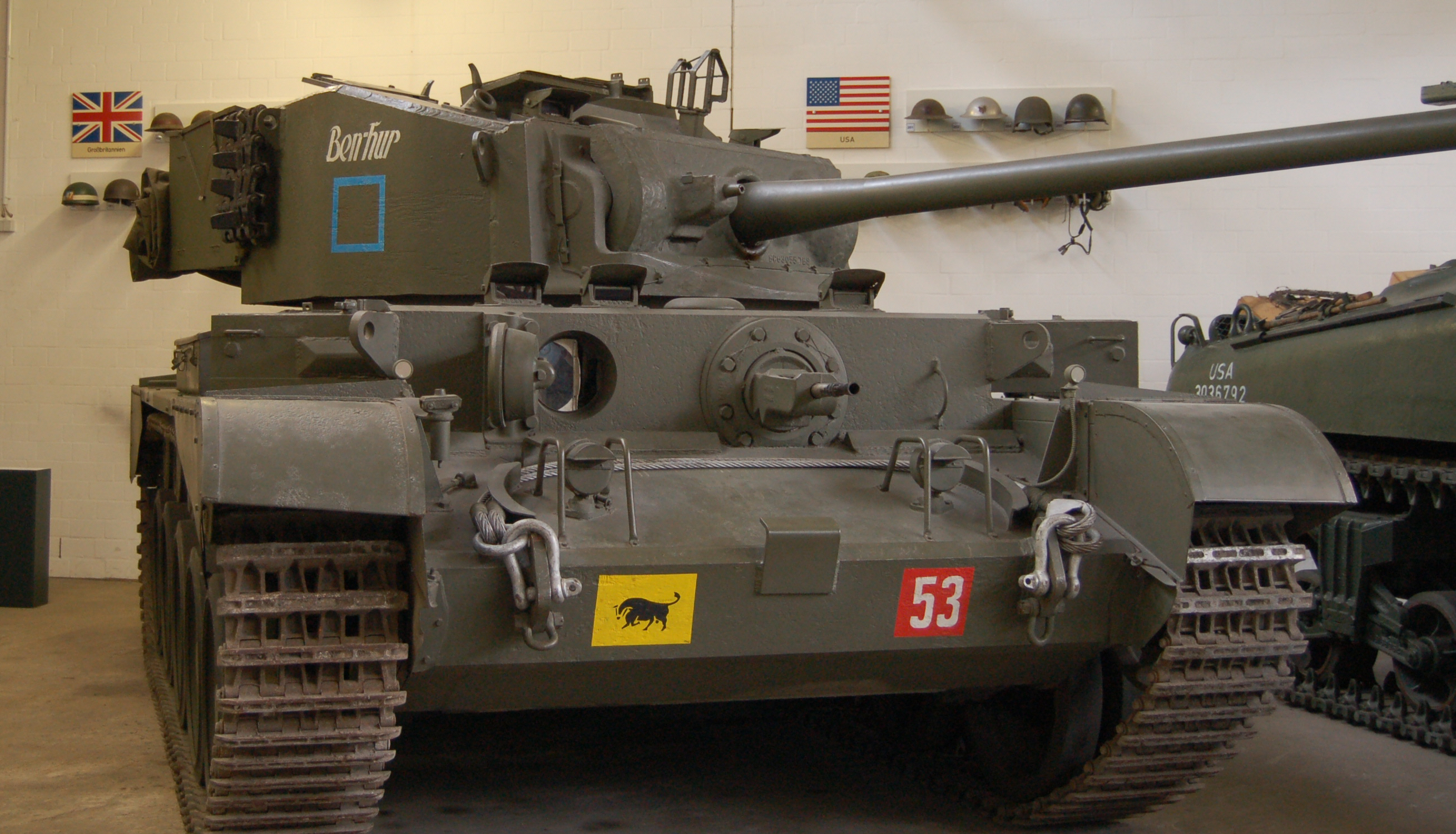
Brittisk Comet.
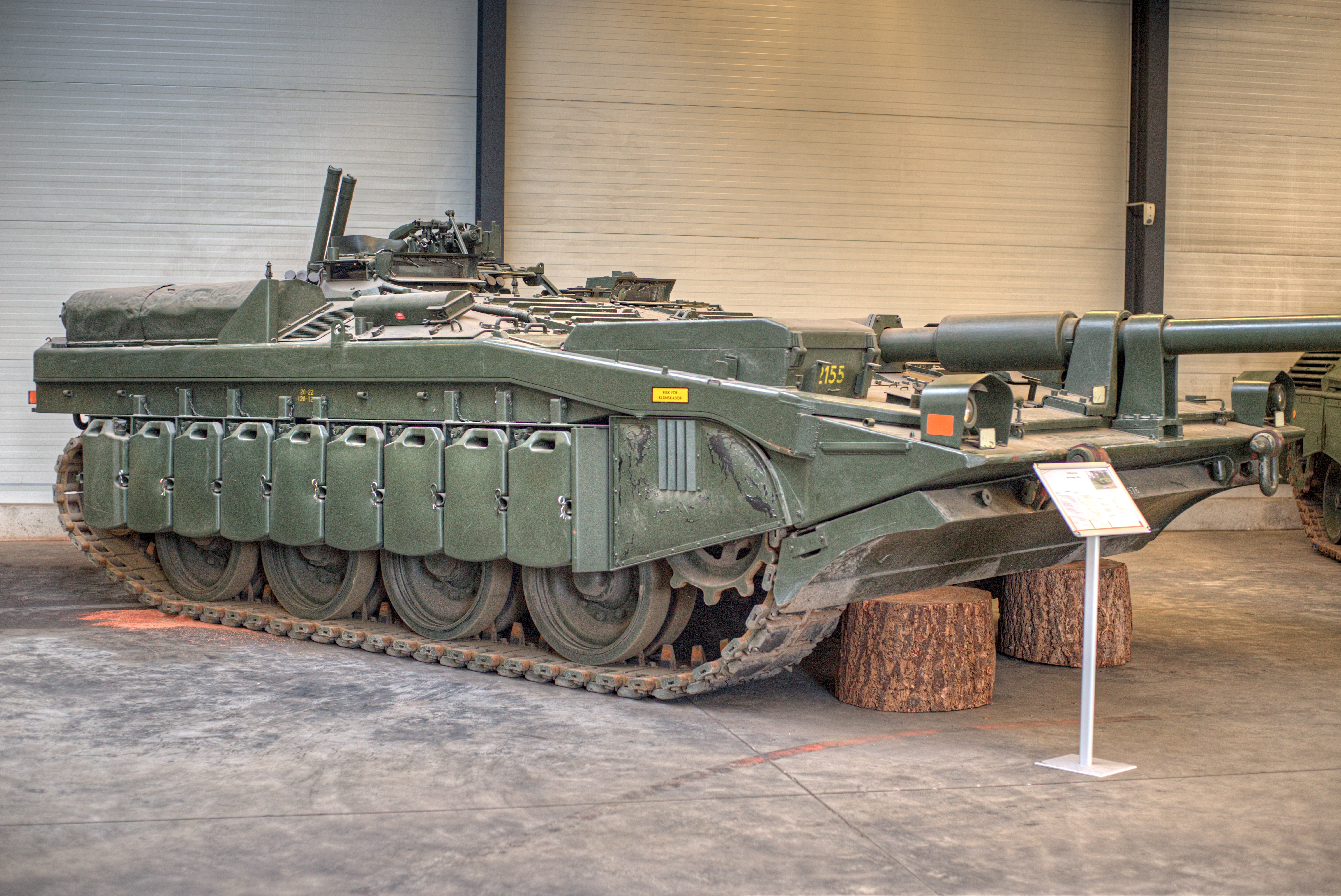
Svensk Stridsvagn S.
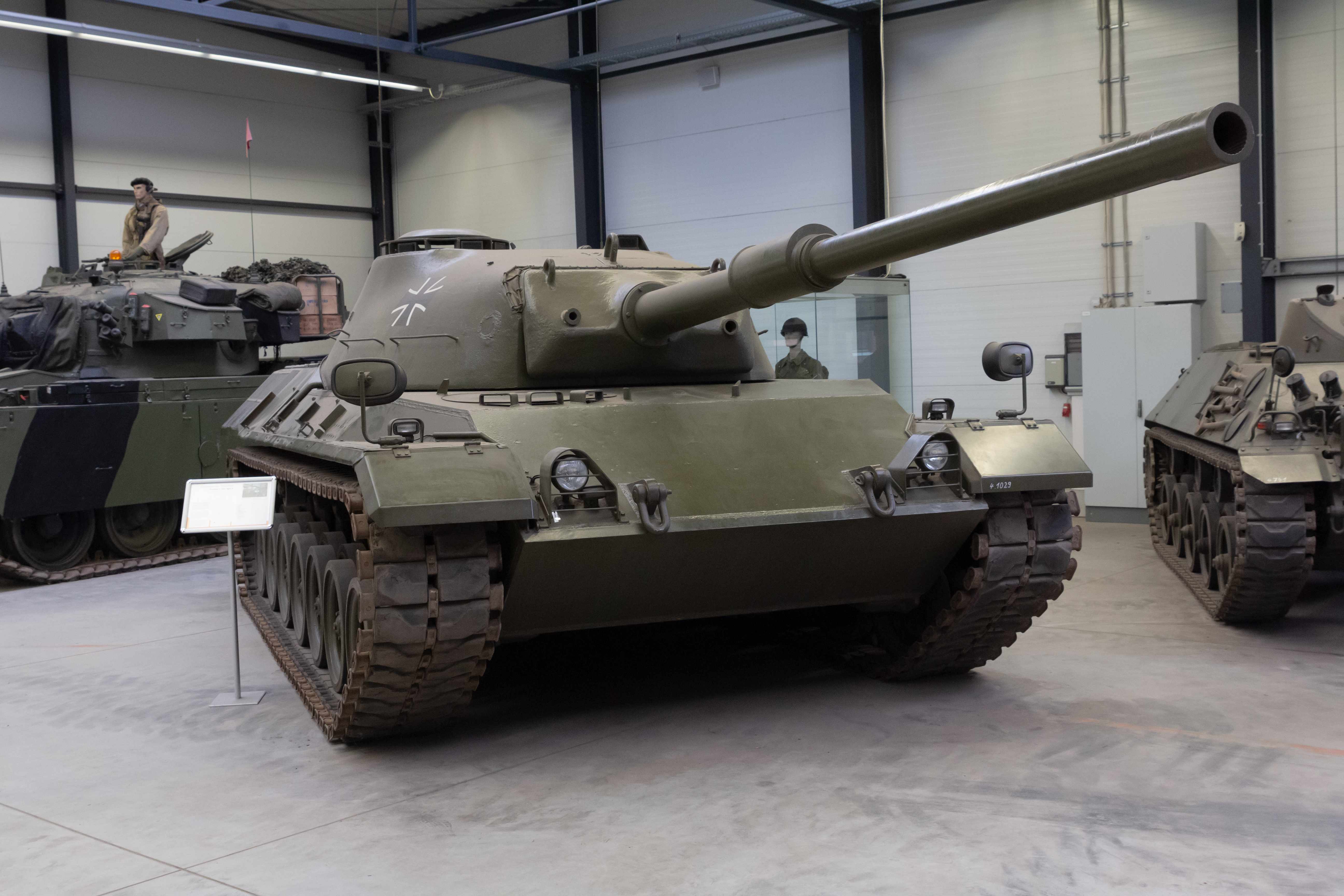
Tysk Leopard 1.